# Anomalocardia nesiotica
Anomalocardia nesiotica is een tweekleppigensoort uit de familie van de Veneridae. De wetenschappelijke naam van de soort is voor het eerst geldig gepubliceerd in 1930 door Pilsbry.